# Timoléon d’Espinay

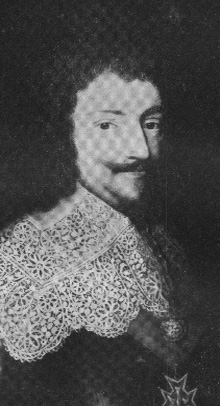
Timoléon d’Espinay, marquis de Saint Luc

Timoléon d’Espinay, marquis de Saint Luc (* 1580; † 1644 in Bordeaux) war ein französischer Heerführer, Marschall von Frankreich und Ritter der königlichen Orden.
Timoléon d'Espinay war der älteste der vier Söhne des François d’Espinay, seigneur de Saint Luc (1554–1597), Grand Maître de l’Artillerie de France (1596), und der Jeanne de Cossé, Tochter des Marschalls Charles I. de Cossé, comte de Brissac.
Am 12. Juni 1627 heiratete er die Marie-Gabrielle de Saint-Géran (*vor 1596 auf Château de La Palice - † 29. März 1632 in Paris ) Tochter des Jean-François de La Guiche, seigneur de Saint-Géran, comte de La Palice, Marschall von Frankreich.
Er begleitete 1603 Sully auf seiner Mission nach London.
1621 nahm er als Maréchal de camp an der Belagerung von Saint-Jean-d’Angély teil.
1622, als Vizeadmiral von Frankreich, erzielte er einige Siege über die Verteidiger von La Rochelle und zwang den Hugenottenführer Benjamin de Rohan, die Inseln Ré und Oléron zu räumen.
1627 wurde er zum Generalstatthalter der Provinz Guyenne und Marschall von Frankreich ernannt. Er starb 1644 in Bordeaux, sein Leichnam wurde nach Paris gebracht und in der Chapelle d'Orleans beerdigt.
Er war der Vater von François II. d’Espinay, marquis de Saint-Luc († 1670)
| Personendaten    | Personendaten                                                                       |
| ---------------- | ----------------------------------------------------------------------------------- |
| NAME             | Espinay, Timoléon d’                                                                |
| ALTERNATIVNAMEN  | Saint Luc, Timoléon d’Espinay, marquis de (vollständiger Name)                      |
| KURZBESCHREIBUNG | französischer Heerführer, Marschall von Frankreich und Ritter der königlichen Orden |
| GEBURTSDATUM     | 1580                                                                                |
| STERBEDATUM      | 1644                                                                                |
| STERBEORT        | Bordeaux                                                                            |